# Néji
Pour le personnage de Naruto, voir Neji Hyûga.
Neji (螺子) est un manga d'un volume unique, de Kaori Yuki, publié en français aux éditions Tonkam. Neji signifie une vis en japonais.

## Bref résumé de l'histoire
Un adolescent se réveille avec une mémoire presque vide. Il se souvient uniquement de son nom, Neji, et du visage d'une jeune fille. Arrive Luzer, qui l'informe qu'il a été condamné à mort il y a sept ans pour des crimes, mais qu'il a été sauvé par la GERA, un grand centre de recherche sur les pouvoirs extra-sensoriels, pour servir de cobaye.

## Édition
- française : Tonkam (janvier 2002)

200 pages
Format : 17 x 11 cm
 (ISBN 2-84580-193-9)